# Fruška gora
Fruška gora (srp. Фрушка гора, mađ. Tarcal, lat. Alma Mons) planina je u sjevernom Srijemu. Veći dio planine nalazi se u Srbiji (Vojvodina), dok se zapadni obronci planine nalaze u Hrvatskoj (Vukovarsko-srijemska županija).
Fruška gora se prostire dužinom od oko 75 km i širinom od 12 do 15 km i zahvaća površinu od 255 km².
Sjeverno i istočno od Fruške gore nalazi se rijeka Dunav. Planina se proteže oko 80 km zapad-istok i oko 15 km sjever-jug s najvišim vrhom Crveni Čot, koji se nalazi na 539 m nadmorske visine. Obronci Fruške gore poznati su po vinogradima, koji imaju dobar ugled u regiji. Od 1960. godine veći dio planine (25.525 ha) pretvoren je u nacionalni park, prvi u Srbiji — Nacionalni park Fruška gora.

## Podrijetlo naziva
Naziv "Fruška" potječe od riječi starog slavenskog etnonima Frug, sinonima za Franke što daje značenje imenu planine kao "planina Franaka".

## Vanjske poveznice
|  | Zajednički poslužitelj ima još gradiva o temi Fruška gora |

- Nacionalni park Fruška gora